# Greg Cunningham
Gregory Richard "Greg" Cunningham (ur. 31 stycznia 1991 w Carnmore) – irlandzki piłkarz występujący na pozycji obrońcy w Cardiff City.

## Kariera klubowa
Cunningham treningi rozpoczął w 1997 roku w irlandzkim klubie Cregmore FC. W 2004 roku przeszedł do Mervue United, a w 2007 roku trafił do angielskiego Manchesteru City. Na początku 2010 roku został włączony do jego pierwszej drużyny. W jej barwach zadebiutował 24 stycznia 2010 roku w wygranym 4:2 pojedynku ze Scunthorpe United. 11 kwietnia 2010 roku w wygranym 5:1 spotkaniu z Birmingham City zadebiutował w Premier League. W sezonie 2009/2010 rozegrał 2 ligowe spotkania.
W październiku 2010 roku Cunningham został wypożyczony do Leicester City z Championship. W tych rozgrywkach pierwszy mecz zaliczył 23 października 2010 roku przeciwko Swansea City (0:2). W barwach Leicester rozegrał 13 ligowych spotkań, a w styczniu 2011 roku wrócił do Manchesteru.

## Kariera reprezentacyjna
Cunningham jest byłym reprezentantem Irlandii U-17. W pierwszej reprezentacji Irlandii zadebiutował 28 maja 2010 roku w wygranym 3:0 towarzyskim meczu z Algierią.